# Per Bergström (läkare)
Per Paul Bergström, född 31 december 1901 i Skogs församling, Gävleborgs län, död i 18 november 1977 i Gävle, var en svensk läkare. 
Efter studentexamen i Söderhamn 1921 blev Bergström medicine kandidat 1928 och medicine licentiat vid Uppsala universitet 1934. Han innehade olika läkarförordnanden 1934–1936, var t.f. överläkare och förste läkare vid Sankt Jörgens sjukhus 1936–1948, underläkare vid Serafimerlasarettets neurologiska klinik 1939, inspektör för sinnesslövården och psykiska barna- och ungdomsvården 1947 (t.f. 1946), läkare vid Mölndals lasaretts psykiatriska poliklinik 1947–1948 samt socialläkare i Gävle och läkare vid Sankt Staffans sjukhus i Gävle från 1949. Han var psykiater vid Gävle lasarett och föreståndare för lasarettets rådgivningsbyrå för abort- och steriliseringsfrågor 1949–1966 samt läkare vid Centralstyrelsen för vården av psykiskt efterblivna i Gävleborgs län från 1956.